# Ptyssiglottis
- Commons
- Wikispecies

Ptyssiglottis T.Anderson, segundo o Sistema APG II, é um género botânico pertencente à família Acanthaceae.

## Sinonímia
- Ancylacanthus Lindau
- Hallieracantha Stapf
- Oreothyrsus Lindau
- Polytrema C.B.Clarke

## Espécies
- Ptyssiglottis anguina
- Ptyssiglottis anisophylla
- Ptyssiglottis auriculata
- Ptyssiglottis bantamensis
- Ptyssiglottis campanulata
- «Lista das espécies»

## Nome e referências
Ptyssiglottis T.Anderson em Thwaites & em J.D. Hooker, 1860

## Classificação do gênero
| Sistema | Classificação                       | Referência            |
| ------- | ----------------------------------- | --------------------- |
| APG II  | Ordem Lamiales, família Acanthaceae | APweb, versão 9, 2008 |